# ヘルハウス (アトラクション)
ヘルハウス（Hell house）は、主にアメリカ合衆国で催される、キリスト教根本主義に則ったアトラクションである。
同性愛、人工妊娠中絶、自殺、オカルトなどを罪とし、そうした罪をおかした人びとが地獄に落ちる様子を、お化け屋敷に似たスタイルで表現する。1970年にジェリー・ファルウェルが同様な「ヘルハウス」を作ったが、近年に広まったアトラクションの設営方法と内容は、1995年に牧師のキーナン・ロバーツが考案したもの。この手法はセットとして売られ、アメリカ合衆国だけでなく南アメリカ大陸の諸国にも広がった。
教会に行ったことのない10代から20代の若者をターゲットにしている。
ニューヨークでアトラクションの内容を茶化したパロディ劇『ハリウッド・ヘルハウス』が制作され、人気を集めている
。